# Karakó
Karakó is een plaats (község) en gemeente in het Hongaarse comitaat Vas. Karakó telt 237 inwoners (2001).